# Uppal Kalan
Uppal Kalan är en ort i Indien.   Den ligger i distriktet Rangareddi och delstaten Telangana, i den centrala delen av landet, 1 300 km söder om huvudstaden New Delhi. Uppal Kalan ligger 502 meter över havet och antalet invånare är 118 259.
Terrängen runt Uppal Kalan är platt. Runt Uppal Kalan är det tätbefolkat, med 331 invånare per kvadratkilometer. Närmaste större samhälle är Hyderabad, 11,1 km väster om Uppal Kalan. Omgivningarna runt Uppal Kalan är en mosaik av jordbruksmark och naturlig växtlighet.